# Resolutie 1286 Veiligheidsraad Verenigde Naties
Resolutie 1286 van de Veiligheidsraad van de Verenigde Naties werd unaniem door de Veiligheidsraad van de Verenigde Naties aangenomen op 19 januari 2000.

## Achtergrond
Na Burundi's onafhankelijkheid van België in 1962 werd het land een monarchie. In 1966 werd de koning in een staatsgreep vervangen door een president. Toen de voormalige koning in 1972 vermoord werd brak een burgeroorlog uit tussen Tutsi's en Hutu's in het land. Daarna losten de dictators elkaar met opeenvolgende staatsgrepen af. Begin 1994 kwam de president samen met zijn Rwandese collega om het leven toen hun vliegtuig werd neergeschoten. Daarop brak in beide landen een burgeroorlog uit tussen Hutu's en Tutsi's waarbij honderdduizenden omkwamen.

## Inhoud

### Waarnemingen
Men was bezorgd om de slechte omstandigheden in Burundi, het geweld van gewapende groepen tegen de bevolking rond de hoofdstad en de gevolgen daarvan voor de regionale stabiliteit. Het hernieuwde vredesproces
van Arusha was de beste basis om het conflict op te lossen.

### Handelingen
Op die 8ste regionale top in Arusha was Nelson Mandela aangesteld als nieuwe bemiddelaar.
Partijen die hadden toegezegd tot de onderhandelingen werden geprezen; de andere opgeroepen de vijandelijkheden stop te zetten en deel te nemen aan het vredesproces. Het gaande geweld en de aanvallen op burgers van partijen, en vooral door niet-landen, werd veroordeeld. Ook de moorden op personeel van UNICEF en het WFP werden sterk veroordeeld.
Buurlanden van Burundi werden opgeroepen maatregelen te nemen tegen opstandelingen en wapentransport en de neutraliteit, veiligheid en het civiele karakter van de vluchtelingenkampen te verzekeren. Donoren
werden opgeroepen humanitaire en mensenrechtenbijstand te verlenen en omvangrijke economische en ontwikkelingshulp te hervatten.

## Verwante resoluties
- Resolutie 1049 Veiligheidsraad Verenigde Naties (1996)
- Resolutie 1072 Veiligheidsraad Verenigde Naties (1996)
- Resolutie 1375 Veiligheidsraad Verenigde Naties (2001)
- Resolutie 1545 Veiligheidsraad Verenigde Naties (2004)

Lijst ·  1285 ·  1286 ·  1287 ·  1288 ·  1289 ·  1290 ·  1291 ·  1292 ·  1293 ·  1294 ·  1295 ·  1296 ·  1297 ·  1298 ·  1299 ·  1300 ·  1301 ·  1302 ·  1303 ·  1304 ·  1305 ·  1306 ·  1307 ·  1308 ·  1309 ·  1310 ·  1311 ·  1312 ·  1313 ·  1314 ·  1315 ·  1316 ·  1317 ·  1318 ·  1319 ·  1320 ·  1321 ·  1322 ·  1323 ·  1324 ·  1325 ·  1326 ·  1327 ·  1328 ·  1329 ·  1330 ·  1331 ·  1332 ·  1333 ·  1334